# Iskandar Makhmudov
Iskandar (ou Iskander) Makhmudov (en ouzbek : Iskandar Mahmudov, en russe : Искандар (Искандер) Кахрамонович Махмудов, Iskandar Kakhramonovitch Makhmoudov), né le 5 décembre 1963 à Boukhara dans l’actuel Ouzbékistan, est un homme d’affaires russo-ouzbek travaillant dans l'industrie russe. Il est fondateur et président de l’entreprise Ural Mining and Metallurgical Company (en) (UMMC) depuis sa création en 1999.

## Biographie

### Jeunesse et formation
Iskandar Makhmudov est né le 5 décembre 1963 à Boukhara en République socialiste soviétique d'Ouzbékistan dans une famille musulmane ouzbèque. Avec un père ingénieur civil et une mère professeure de russe à l’université, Iskandar Makhmudov pratique l’anglais et l’arabe en plus du russe et de l’ouzbek. Il entre en 1980 à l’Université d’État de Tachkent, au sein de la Faculté d'études orientales. Il réalise son stage universitaire en Libye en qualité d’assistant interprète. Il sort diplômé de l’université d’État en 1984.

### Carrière
À partir de 1986, Iskandar Makhmudov passe deux ans en Irak durant lesquels il s’occupe de la vente des nouvelles technologies soviétiques pour l’industrie,. En 1987, il travaille en tant que spécialiste du commerce extérieur auprès du ministère de la construction des entreprises de l'industrie pétrolière et gazière de l’URSS. En 1989, Iskandar Makhmudov entre dans le groupement du commerce extérieur Uzbekintorg en tant qu’expert principal en équipements techniques, puis devient spécialiste en chef des rapports économiques extérieurs auprès de la compagnie. Il s’occupe de l’export de produits industriels ouzbeks, principalement des biens métallurgiques et chimiques.
En 1991, le bloc soviétique éclate et les opportunités économiques se multiplient pour les investisseurs internationaux. C’est à cette occasion qu’il commence à nouer des relations dans le milieu industriel et institutionnel. Iskandar Makhmudov prend la fonction de directeur marketing de la Joint Stock Company (JSC) ANIS jusqu’en 1994, puis celle de directeur de la société industrielle et financière JSC Meta-Service qui appartient au même groupe. En 1996, Iskandar Makhmudov obtient son premier poste senior en devenant directeur général du combinat minier et d’enrichissement de Gaï, l’entreprise leader de l’Oural dans le domaine de l’extraction et de l’enrichissement de minerai de cuivre.

### UMMC
En 1999, Iskandar Makhmudov fonde la compagnie Ural Mining and Metallurgical Company (UMMC), dont il est président et actionnaire majoritaire. UMMC est la quatrième plus grande entreprise de métallurgie non ferreuse et le deuxième plus grand producteur de cuivre en Russie, regroupant des entreprises du secteur industriel, minier, de la métallurgie non-ferreuse et de la construction mécanique, l’UMMC se diversifie ensuite sur les marchés du zinc, du plomb, ainsi que des métaux précieux et des terres rares.

## Activités financières
Iskandar Makhmudov est actionnaire dans les sociétés suivantes :
- Transmashholding, l’un des plus gros fournisseurs du matériel roulant ferroviaire de la Compagnie des chemins de fer russes (RJD)[7],[8].
- Kuzbassrazrezugol (en), le deuxième plus grand producteur de charbon en Russie[9].
- Aéroexpress, une entreprise ferroviaire qui fournit des services de transport de passagers[10].

Iskandar Makhmudov a également versé plus d’un milliard de dollars à des causes sociales et sanitaires depuis 2001, dont la fondation Skolkovo (en) qui a pour but de créer un écosystème d'entrepreneuriat et d'innovation et d’engendrer une culture de la start-up en Russie. La fondation investit dans les domaines de l’énergie, les technologies informatiques stratégiques, la biomédecine, les technologies nucléaires et spatiales,,.

## Vie privée
Il a un garçon né d'un premier mariage, Dzhakhangir, né le 15 janvier 1987 à Tachkent (Ouzbékistan), qui est devenu directeur général adjoint de l’usine de zinc de Tcheliabinsk (Russie) appartenant à l'UMMC. Une fois milliardaire, il s'est remarié avec Margarita Ildusovna, top-modèle, avec qui il n’a pas eu d’enfant.

## Propriétés
M. Makhmudov possède le Château des Pins à Soings-en-Sologne, des terrains de chasse de 500 hectares à Ménars vers Blois et une villa à Ramatuelle dans le Var.
Il est propriétaire du yacht Predator et d'un jet privé biréacteur Gulfstream G650.

## Affaires et controverses

### Izmaïlovskaya
M. Makhmudov est soupçonné par les autorités judiciaires allemande et espagnole d’être indirectement lié au groupe criminel Izmaïlovskaïa.

### Affaire Benalla
Début 2019, son nom est mentionné à de multiples reprises par la presse française dans le cadre d'un développement de l'affaire Benalla. En juin 2018, Vincent Crase, gendarme réserviste chargé de sécurité à LREM, a été rémunéré pour assurer des prestations de sécurité privée lors des séjours de la famille de Makhmudov en France. Selon Libération, qui analyse une enquête de Mediapart, la société Mars, société de sécurité qui appartient à Vincent Crase, aurait signé un « contrat de sécurité » avec Iskander Makhmudov, « contrat que celui-ci aurait négocié pour le compte d'Alexandre Benalla alors que ce dernier travaillait encore à l’Élysée »,,.